# Кулибали, Амеди
Амеди Кулибали (27 февраля 1982 — 9 января 2015) — исламский террорист, устроивший нападение на кошерный магазин в Париже у Венсенских ворот, а за день до этого убивший полицейского. Кулибали действовал от имени «Исламского государства» и поддерживал связь с братьями Куаши, организаторами атаки на редакцию газеты Charlie Hebdo. Убит спецназом.

## Биография до терактов
Кулибали родился в пригороде Парижа, в семье малийских эмигрантов. У него было 9 сестёр и ни одного брата. В юности имел прозвище Doly de Grigny. Начиная с 17 лет он был несколько раз осуждён за грабежи и незаконный оборот наркотиков.
В 2005 году, находясь в заключении за ограбление, познакомился с Шарифом Куаши. После выхода из тюрьмы занялся торговлей наркотиками.
В 2009 году женился на Хаят Бумедьен. В июле того же года встречался с президентом Франции Николя Саркози по поводу проблем трудоустройства молодёжи в составе группы молодых людей из пригородов.
Через 10 месяцев после встречи с Саркози полиция провела в квартире Кулибали обыск и обнаружила 240 автоматных патронов, сам Кулибали утверждал, что хотел продать их на улицах. Известно, что уже тогда он был хорошо знаком с братьями Куаши, тренировался с ними и другими приезжими в парке Бют-Шомон и помогали отправлять джихадистов в Ирак воевать за «Аль-Каиду».
В 2010 году был осужден на 5 лет за помощь некоему исламисту в побеге из тюрьмы (в этой операции также были замешаны братья Куаши), но был освобождён досрочно.

## Подготовка к терактам
По данным следствия, Кулибали в начале января был в Мадриде, где провёл три дня вместе со своей гражданской женой Хаят Бумедьен. 2 января он отправился в Париж, а она улетела в Стамбул. После терактов Хаят Бумедьен объявлена в розыск. Считается, что именно Кулибали передал оружие братьям Куаши для нападения на редакцию журнала Charlie Hebdo.

## Нападение на кошерный магазин

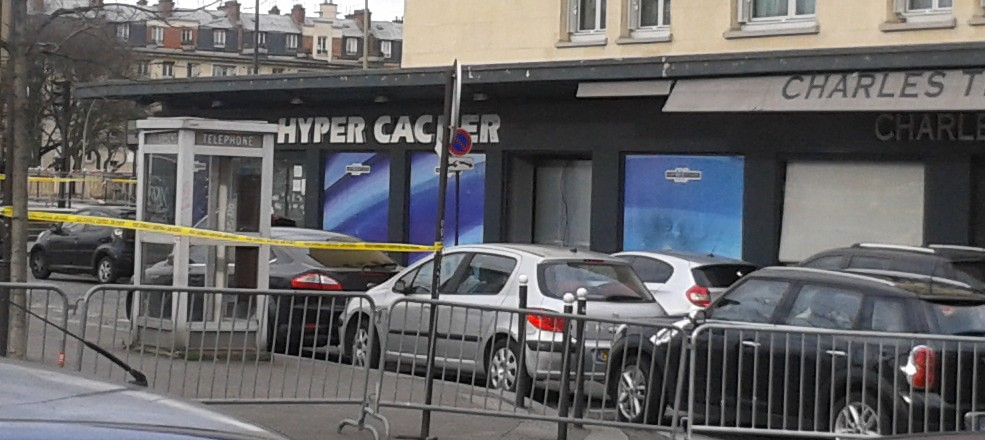
Оцепленный магазин кошерных продуктов

8 января Кулибали в городе Монруж к югу от Парижа убил сотрудницу полиции Клариссу Жан-Филипп и ранил сотрудника дорожной службы.
9 января террорист, вооружённый автоматическим оружием, захватил магазин кошерных продуктов у Венсенских ворот в Париже. В ходе захвата Кулибали убил четырёх человек, это были: Йоан Коэн (22 лет), Йоав Хатаб (21 год, сын главного раввина Туниса), Филипп Браам (45 лет) и Франсуа-Мишель Саада (64 года). Нападавший взял в заложники 15 человек и объявил, что убьёт их, если полиция начнёт штурм здания в местечке Даммартен-ан-Гоэль, где укрылись братья Шериф и Саид Куаши.
Кулибали связался по телефону с редакцией телеканала BFM, заявив, что является боевиком «Исламского государства».
9 января, к концу дня, спецназ начал штурм, в ходе которого Амеди Кулибали был ликвидирован.